# Hrvatski nogometni kup 2004-2005
La Hrvatski nogometni kup 2004./05. (coppa croata di calcio 2004-05) fu la quattordicesima edizione della coppa nazionale croata, fu organizzata dalla Federazione calcistica della Croazia e fu disputata dal settembre 2004 al maggio 2005.
Il detentore era la Dinamo Zagabria, che in questa edizione fu eliminata ai quarti di finale.
Il trofeo fu vinto dal Rijeka, al suo primo titolo nella competizione, la terza coppa nazionale contando anche le due della Coppa di Jugoslavia.
La vittoria diede ai Fiumani la qualificazione alla Coppa UEFA 2005-2006.
La finalista sconfitta, Hajduk Spalato, si rifece vincendo il campionato.

## Formula e partecipanti
Alla competizione parteciparono le migliori squadre delle divisioni superiori, con la formula dell'eliminazione diretta. I primi turni erano a gara singola, mentre quarti, semifinali e finale erano ad andata e ritorno.
Al turno preliminare accedono le squadre provenienti dalle  Županijski kupovi (le coppe regionali): le 21 vincitrici più le finaliste delle 11 coppe col maggior numero di partecipanti.
Le prime 16 squadre del ranking quinquennale di coppa (63 punti alla vincitrice della coppa, 31 alla finalista, 15 alle semifinaliste, 7 a quelle che hanno raggiunto i quarti, 3 a quelle eliminate agli ottavi, 1 se eliminate ai sedicesimi) sono ammesse di diritto ai sedicesimi di finale.

### Ammesse di diritto ai sedicesimi di finale
Le prime 16 squadre (coi punti) del ranking 1998-2003 entrano di diritto nei sedicesimi della Coppa 2004-05:
- 1 Hajduk Spalato (179)
- 2 Dinamo Zagabria (161)
- 3 Osijek (107)
- 4 Varteks Varaždin (67)
- 5 Cibalia (57)
- 6 NK Zagabria (45)
- 7 Pola 1856 (32)
- 8 Slaven Belupo (29)
- 9 Kamen Ingrad (25)
- 10 Pomorac (22)
- 11 Rijeka (19)
- 12 Hrvatski Dragovoljac (17)
- 13 Inter Zaprešić (15)
- 14 Sebenico (15)
- 15 Belišće (15)
- 16 Zara (13)

### Le finali regionali
Le Županijski kupovi (le coppe regionali) 2003-2004 hanno qualificato le 32 squadre (segnate in giallo) che partecipano al turno preliminare della Coppa di Croazia 2004-05. Si qualificano le 21 vincitrici più le finaliste delle 11 coppe col più alto numero di partecipanti.
| Regione                                 | Vincitore              | Finalista        | Risultato     |
| --------------------------------------- | ---------------------- | ---------------- | ------------- |
| Regione di Zagabria                     | Vinogradar             | Strmec Bedenica  | ?             |
| Regione di Krapina e dello Zagorje      | Tondach Bedekovčina    | ?                | ?             |
| Regione di Sisak e della Moslavina      | Moslavina              | Naftaš Ivanić    | ?             |
| Regione di Karlovac                     | Karlovac               | ?                | ?             |
| Regione di Varaždin                     | Sloboda Varaždin       | Ivančica Ivanec  | ?             |
| Regione di Koprivnica e Križevci        | Koprivnica             | Podravac Virje   | ?             |
| Regione di Bjelovar e della Bilogora    | Bjelovar               | Brestovac        | ?             |
| Regione litoraneo-montana               | Crikvenica             | ?                | ?             |
| Regione della Lika e di Segna           | Nehaj Senj             | ?                | ?             |
| Regione di Virovitica e della Podravina | TVIN Virovitica        | ?                | ?             |
| Regione di Požega e della Slavonia      | Slavonija Požega       | Eminovci         | 1–0           |
| Regione di Brod e della Posavina        | Tomislav D. Andrijevci | Budainka S. Brod | ?             |
| Regione zaratina                        | Pag                    | ?                | ?             |
| Regione di Osijek e della Baranja       | Darda                  | Metalac Osijek   | 3–3 (4-2 dtr) |
| Regione di Sebenico e Tenin             | Vodice                 | ?                | ?             |
| Regione di Vukovar e della Sirmia       | Sladorana Županja      | Sinđelić Trpinja | 3–2           |
| Regione spalatino-dalmata               | Junak Sinj             | ?                | ?             |
| Regione istriana                        | Vodnjan                | Rudar Labin      | ?             |
| Regione raguseo-narentana               | GOŠK Dubrovnik         | ?                | ?             |
| Regione del Međimurje                   | Međimurje              | Nedelišće        | ?             |
| Città di Zagabria                       | Trnje                  | Rudeš            | ?             |

### Riepilogo
| 1ª Divisione 1.HNL | 2ª Divisione 2.HNL | 3ª Divisione 3.HNL | Divisioni inferiori                                                 |
| --- | --- | --- | ------------------------------------------------------------------- |
| dal turno preliminare: | | |                                                                     |
| Međimurje | Bjelovar GOŠK Dubrovnik Koprivnica Metalac Osijek Naftaš Ivanić Slavonija Požega | Budainka S. Brod Crikvenica Darda Ivančica Ivanec Junak Sinj Karlovac Moslavina Nedelišće Nehaj Senj Pag Podravac Virje Rudar Labin Rudeš Sloboda Varaždin Tomislav D. Andrijevci Tondach Bedekovčina Trnje Zagabria Vinogradar TVIN Virovitica Vodnjan | Brestovac Sinđelić Trpinja Sladorana Županja Strmec Benedica Vodice |
| dai sedicesimi di finale: | | |                                                                     |
| Dinamo Zagabria Hajduk Spalato Inter Zaprešić Kamen Ingrad Osijek Pola 1856 Rijeka Slaven Belupo Varteks Varaždin Zara NK Zagabria | Belišće Cibalia Hrvatski Dragovoljac Pomorac Sebenico | |                                                                     |
| non ammesse: | | |                                                                     |
| | NK Čakovec Croatia Sesvete Dilj Vinkovci Grafičar-Vodovod Osijek Imotski Marsonia Slavonski Brod Mosor Žrnovnica Novalja Segesta Sisak Solin Uskok Klis Valpovka Valpovo Vukovar 91 | le altre 64 squadre | tutte le altre squadre                                              |
| 1ª Divisione 1.HNL | 2ª Divisione 2.HNL | 3ª Divisione 3.HNL | Divisioni inferiori                                                 |

### Calendario
| Turno                | Data                          | Numero gare | Squadre | Entrano in questo turno                                                |
| -------------------- | ----------------------------- | ----------- | ------- | ---------------------------------------------------------------------- |
| Turno preliminare    | 7 settembre 2004              | 16          | 48 → 32 | Vincitrici delle 21 coppe regionali 11 finaliste delle coppe regionali |
| Sedicesimi di finale | 21 settembre 2004             | 16          | 32 → 16 | Le migliori 16 del ranking                                             |
| Ottavi di finale     | 12 ottobre 2004               | 8           | 16 → 8  | Nessuna                                                                |
| Quarti di finale     | 9 marzo 2005 16 marzo 2005    | 8           | 8 → 4   | Nessuna                                                                |
| Semifinali           | 20 aprile 2005 27 aprile 2005 | 4           | 4 → 2   | Nessuna                                                                |
| Finale               | 11 maggio 2005 25 maggio 2005 | 2           | 2 → 1   | Nessuna                                                                |

## Turno preliminare
| Squadra 1              | Risultato | Squadra 2        |
| ---------------------- | --------- | ---------------- |
| 7 settembre 2004       |           |                  |
| Međimurje              | 3 – 0     | Moslavina        |
| Tomislav D. Andrijevci | 2 – 1     | Vodnjan          |
| Darda                  | 1 – 3     | Nehaj Senj       |
| Brestovac              | 0 – 8     | Trnje Zagabria   |
| Slavonija Požega       | 1 – 3     | Rudar Labin      |
| Sladorana Županja      | 1 – 0     | Vodice           |
| TVIN Virovitica        | 0 – 8     | Karlovac         |
| Junak Sinj             | 2 – 3     | Vinogradar       |
| Tondach Bedekovčina    | 2 – 1     | Nedelišće        |
| Sloboda Varaždin       | 4 – 1     | Pag              |
| Ivančica Ivanec        | 1 – 5     | Podravac Virje   |
| Koprivnica             | 3 – 1     | Naftaš Ivanić    |
| Rudeš                  | 2 – 0     | Strmec Benedica  |
| Sinđelić Trpinja       | 2 – 5     | Budainka S. Brod |
| Metalac Osijek         | 1 – 2     | Bjelovar         |
| Crikvenica             | 1 – 0     | GOŠK Dubrovnik   |

## Sedicesimi di finale
| Squadra 1              | Risultato             | Squadra 2            |
| ---------------------- | --------------------- | -------------------- |
| 21 settembre 2004      |                       |                      |
| Tondach Bedekovčina    | 0 – 1                 | Osijek               |
| Rudar Labin            | 1 – 6                 | Pola 1856            |
| Podravac Virje         | 0 – 2                 | Slaven Belupo        |
| Sladorana Županja      | 0 – 4                 | Dinamo Zagabria      |
| Vinogradar             | 2 – 4 (dts)           | Hajduk Spalato       |
| Tomislav D. Andrijevci | 1 – 6                 | Varteks Varaždin     |
| Trnje Zagabria         | 1 – 2                 | NK Zagabria          |
| Budainka S. Brod       | 1 – 0                 | Cibalia              |
| Crikvenica             | 2 – 0                 | Kamen Ingrad         |
| Rudeš                  | 1 – 4                 | Rijeka               |
| Karlovac               | 0 – 3                 | Pomorac              |
| Međimurje              | 2 – 2 (dts) (7-6 dtr) | Inter Zaprešić       |
| Sloboda Varaždin       | 2 – 2 (dts) (7-6 dtr) | Hrvatski Dragovoljac |
| Koprivnica             | 1 – 0                 | Zara                 |
| Nehaj Senj             | 2 – 1 (dts)           | Sebenico             |
| Bjelovar               | 1 – 2                 | Belišće              |

## Ottavi di finale
| Squadra 1        | Risultato | Squadra 2        |
| ---------------- | --------- | ---------------- |
| 12 ottobre 2004  |           |                  |
| Budainka S. Brod | 1 – 4     | Slaven Belupo    |
| Koprivnica       | 0 – 4     | Varteks Varaždin |
| Pola 1856        | 3 – 1     | Pomorac          |
| Dinamo Zagabria  | 3 – 2     | Belišće          |
| Rijeka           | 2 – 1     | Crikvenica       |
| NK Zagabria      | 3 – 2     | Međimurje        |
| Nehaj Senj       | 2 – 3     | Hajduk Spalato   |
| Osijek           | 2 – 0     | Sloboda Varaždin |

## Quarti di finale
| Squadra 1        | Totale      | Squadra 2       | Andata     | Ritorno    |
| ---------------- | ----------- | --------------- | ---------- | ---------- |
|                  |             |                 | 09.03.2005 | 16.03.2005 |
| NK Zagabria      | 1 – 2       | Hajduk Spalato  | 1 – 0      | 0 – 2      |
| Rijeka           | 3 – 3 (gfc) | Slaven Belupo   | 1 – 1      | 2 – 2      |
| Varteks Varaždin | 1 – 0       | Dinamo Zagabria | 1 – 0      | 0 – 0      |
| Osijek           | 1 – 0       | Pola 1856       | 0 – 0      | 1 – 0      |

## Semifinali
| Squadra 1      | Totale | Squadra 2        | Andata     | Ritorno    |
| -------------- | ------ | ---------------- | ---------- | ---------- |
|                |        |                  | 20.04.2005 | 27.04.2005 |
| Hajduk Spalato | 3 – 2  | Osijek           | 2 – 1      | 1 – 1      |
| Rijeka         | 6 – 4  | Varteks Varaždin | 3 – 2      | 3 – 2      |

## Finale
| Squadra 1 | Totale | Squadra 2      | Andata     | Ritorno    |
| --------- | ------ | -------------- | ---------- | ---------- |
|           |        |                | 11.05.2005 | 25.05.2005 |
| Rijeka    | 3 – 1  | Hajduk Spalato | 2 – 1      | 1 – 0      |

### Andata
| Arbitro: | Novák (Varaždin) |

|                    |           |             |
| Mitu 58’ Erceg 61’ | Marcatori | 22’ Đolonga |

| Rijeka | Hajduk |

|                 |    |                 |  |     |
|                 |    |                 |  |     |
| P               | 1  | Velimir Radman  |  |     |
| D               | 4  | Zoran Ivančić   |  |     |
| D               | 5  | Dario Knežević  |  |     |
| D               | 6  | Peter Lérant    |  |     |
| C               | 7  | Dragan Tadić    |  |     |
| C               | 22 | Mario Prišć     |  | 61’ |
| C               | 23 | Jasmin Mujdža   |  |     |
| C               | 25 | Siniša Linić    |  | 46’ |
| A               | 9  | Tomislav Erceg  |  |     |
| A               | 20 | Dumitru Mitu    |  |     |
| A               | 21 | Igor Novaković  |  | 90’ |
| A disposizione: |    |                 |  |     |
| C               | 14 | Antun Dunković  |  | 46’ |
| C               | 3  | Kristijan Čaval |  | 61’ |
| A               | 11 | Neno Katulić    |  | 90’ |
| Allenatore:     |    |                 |  |     |
| Elvis Scoria    |    |                 |  |     |

|                 |    |                  |  |     |
|                 |    |                  |  |     |
| P               | 12 | Vladimir Balić   |  |     |
| D               | 6  | Vlatko Đolonga   |  |     |
| D               | 7  | Hrvoje Vejić     |  |     |
| D               | 17 | Tonči Žilić      |  |     |
| D               | 29 | Danijel Hrman    |  |     |
| C               | 5  | Almir Turković   |  | 87’ |
| C               | 8  | Dragan Blatnjak  |  |     |
| C               | 14 | Dario Damjanović |  | 80’ |
| C               | 18 | Ivan Leko        |  |     |
| A               | 9  | Mate Dragičević  |  | 69’ |
| A               | 30 | Tomislav Bušić   |  |     |
| A disposizione: |    |                  |  |     |
| C               | 20 | Pablo Munhoz     |  | 69’ |
| C               | 21 | Bulend Biščević  |  | 80’ |
| D               | 2  | Petar Šuto       |  | 87’ |
| Allenatore:     |    |                  |  |     |
| Igor Štimac     |    |                  |  |     |

### Ritorno
| Arbitro: | Strahonja (Zagabria) |

|  |           |          |
|  | Marcatori | 80’ Mitu |

| Hajduk | Rijeka |

|                 |    |                   |  |     |
|                 |    |                   |  |     |
| P               | 12 | Vladimir Balić    |  |     |
| D               | 6  | Vlatko Đolonga    |  |     |
| D               | 7  | Hrvoje Vejić      |  |     |
| D               | 27 | Luka Vučko        |  |     |
| D               | 28 | Tomislav Rukavina |  | 61’ |
| C               | 10 | Niko Kranjčar     |  |     |
| C               | 14 | Dario Damjanović  |  |     |
| C               | 18 | Ivan Leko         |  |     |
| C               | 29 | Danijel Hrman     |  | 86’ |
| A               | 8  | Dragan Blatnjak   |  |     |
| A               | 30 | Tomislav Bušić    |  | 57’ |
| A disposizione: |    |                   |  |     |
| A               | 5  | Almir Turković    |  | 57’ |
| A               | 9  | Mate Dragičević   |  | 61’ |
| A               | 11 | Natko Rački       |  | 86’ |
| Allenatore:     |    |                   |  |     |
| Igor Štimac     |    |                   |  |     |

|                 |    |                 |  |     |
|                 |    |                 |  |     |
| P               | 1  | Velimir Radman  |  |     |
| D               | 4  | Zoran Ivančić   |  |     |
| D               | 5  | Dario Knežević  |  |     |
| D               | 6  | Peter Lérant    |  |     |
| D               | 22 | Mario Prišć     |  | 81’ |
| C               | 3  | Kristijan Čaval |  |     |
| C               | 7  | Dragan Tadić    |  |     |
| C               | 14 | Antun Dunković  |  |     |
| C               | 25 | Siniša Linić    |  | 71’ |
| A               | 9  | Tomislav Erceg  |  | 46’ |
| A               | 20 | Dumitru Mitu    |  |     |
| A disposizione: |    |                 |  |     |
| A               | 11 | Neno Katulić    |  | 46’ |
| D               | 15 | Daniel Šarić    |  | 71’ |
| C               | 8  | Josip Butić     |  | 81’ |
| Allenatore:     |    |                 |  |     |
| Elvis Scoria    |    |                 |  |     |

## Marcatori
| Pos. | Giocatore        | Squadra          | Reti |
| ---- | ---------------- | ---------------- | ---- |
| 1    | Tomislav Erceg   | Rijeka           | 7    |
| 3    | Dumitru Mitu     | Rijeka           | 4    |
| 3    | Igor Raić        | Trnje            | 4    |
| 3    | Asim Šehić       | Pola 1856        | 4    |
| 5    | Krešimir Ivančić | Crikvenica       | 3    |
| 5    | Stjepan Jukić    | Osijek           | 3    |
| 5    | Tin Lovreković   | Vinogradar       | 3    |
| 5    | Milan Pavličić   | Varteks Varaždin | 3    |
| 5    | Ivica Žuljević   | Međimurje        | 3    |